# Romances And Villancicos
Juan Del Enzina - Romances & Villancicos (1991), es un álbum grabado por Hespèrion XX bajo la dirección de Jordi Savall y que contiene romances y villancicos de Juan del Encina.

## Información adicional
Referencia: ASTRÉE E 8707
Formación musical: Hespèrion XX
Director: Jordi Savall

## Pistas
1. "Una sanosa porfia" - 6:30
2. "Levanta, Pascual" - 5:03
3. "¿Qu'es de ti, desconsolado?" - 5:41
4. "Mortal tristura me dieron" - 2:29
5. "Amor con fortuna" - 1:47
6. "Fata la parte" - 2:58
7. "Ay, triste, que vengo" - 3:36
8. "¡Cucú, cucú, cucucú!" - 0:57
9. "Despierta, despierta tus fuercas, Pegaso" - 16:39
10. "Triste España sin ventura" - 7:25
11. "A tal pérdida tan triste" - 9:50
12. "Quédate, carillo, adiós" - 1:17
13. "¿Si habrá en este baldrés?" - 1:28
14. "El que rige y el regido" - 1:43
15. "Más vale trocar" - 4:50
16. "Hoy comamos y bevamos" - 2:18

## Intérpretes
- Monserrat Figueras - soprano
- Laurence Bonnal - contralto
- Joan Cabero - tenor
- Jordi Ricart - barítono
- Daniele Carnovich - bajo
- Rafael Taibo - recitador

- Jordi Savall - viola de gamba
- Sergi Casademunt - viola alto
- Paolo Pandolfo - viola tenor
- Lorenz Duftschmid - viola bajo
- Alfredo Bernardini - caramillo soprano y alto
- Katharina Arfken - caramillo y bajoncillo
- Lorenzo Alpert - bombarda y dulzaina
- Jean-Pierre Canihac - corneta
- Daniel Lassalle - sacabuche
- Josep Borras - bajón
- José Miguel Moreno - vihuela
- Rolf Lislevand - vihuela y guitarra
- Ángel Pereira - percusión (tambor)
- Antonio Barbera - percusión (pandereta)